# Армия Священной войны
Армия Священной войны (Джейш Аль-джихад аль-Мукаддас, араб. جيش الجهاد المقدس‎) — вооружённые силы арабских иррегулярных войск во время арабо-израильской войны 1947—1949 годов.
Историки называют её «личной армией семьи Хусейни».

## История
Абд аль-Кадир аль-Хусейн прибыл в Иерусалимский сектор в декабре 1947 приблизительно с сотней своих сторонников, которые прошли подготовку в Сирии до войны, и стали офицерами в его Армии. Он создал свой штаб в Бир Зейте и начал принимать добровольцев для осады Иерусалима и нападений на еврейские конвои, шедшие в город.
Армия пополнилась молодыми жителями арабских деревень и ветеранами британской армии, и вскоре в её составе было несколько тысяч человек. Зона влияния армии была продолжена до Лода и Рамле, где Хасан Салама — ветеран арабского восстания в Палестине 1936—1939 гг. — командовал 1000 бойцами и координировал с аль-Хусейни операции по блокаде дорог.
Вместе с Хасаном Саламой взял ответственность за операции в Лидде и окрестностях Рамле, на дороге Тель-Авив — Иерусалим.
После гибели Абд аль-Кадир Аль-Хусейни 8 апреля 1948 года Хадж Амин аль-Хусейни назначил командиром Эмиля Гури.